# КК Олимпија Милано
КК Олимпија Милано (итал. Pallacanestro Olimpia Milano), познатији и као ЕА7 Емпорио Армани Милано (енгл. EA7 Emporio Armani Milan), италијански је кошаркашки клуб из Милана. Тренутно се такмичи у Серији А Италије и у Евролиги. Од 2008. године власник клуба је модни креатор Ђорђо Армани.
Милан је најтофејнији кошаркашки клуб у Италији. Освојили су Серију А 31 пута, 8 пута Куп Италије, 5 пута Суперкуп, 3 пута Евролигу, једанпут Интерконтинентални куп, 3 пута Сапорта куп и 2 пута Куп Радивоја Кораћа.

## Историја
Клуб је основан 1936. године и од тада је из спонзорских разлога променио чак 15 назива.
Најјаче европско клупско такмичење Евролигу (тада Куп европских шампиона) освајао је 3 пута:
- сез. 1965/66. (у финалу побеђена чешка екипа Славија Праг резултатом 77:72)
- сез. 1986/87. (у финалу побеђен израелски Макаби Тел Авив резултатом 71:69)
- сез. 1987/88. (у финалу поново побеђен Макаби Тел Авив, овога пута резултатом 90:84)

Победник Купа Рајмунда Сапорте (тада Купа победника купова) био је такође у три наврата (сез. 1970/71, 1971/72. и 1975/76), а има и две титуле у Купу Радивоја Кораћа (сез. 1984/85. и 1992/93). Године 1987. је освојио и Интерконтинентални куп.

## Успеси

### Национални
- Првенство Италије:
  - Првак (31): 1936, 1937, 1938, 1939, 1950, 1951, 1952, 1953, 1954, 1957, 1958, 1959, 1960, 1962, 1963, 1965, 1966, 1967, 1972, 1982, 1985, 1986, 1987, 1989, 1996, 2014, 2016, 2018, 2022, 2023, 2024.
  - Вицепрвак (18): 1941, 1956, 1964, 1969, 1970, 1971, 1973, 1974, 1979, 1983, 1984, 1988, 1991, 2005, 2009, 2010, 2012, 2021.
- Куп Италије:
  - Победник (8): 1972, 1986, 1987, 1996, 2016, 2017, 2021, 2022.
  - Финалиста (5): 1970, 1991, 2015, 2024, 2025.
- Суперкуп Италије:
  - Победник (5): 2016, 2017, 2018, 2020, 2024.
  - Финалиста (4): 1996, 2014, 2015, 2021.

### Међународни
- Евролига:
  - Победник (3): 1966, 1987, 1988.
  - Финалиста (2): 1967, 1983
- Куп Рајмунда Сапорте:
  - Победник (3): 1971, 1972, 1976.
  - Финалиста (2): 1984, 1998.
- Куп Радивоја Кораћа:
  - Победник (2): 1985, 1993.
  - Финалиста (2): 1995, 1996.
- Интерконтинентални куп:
  - Победник (1): 1987.
- Трипла круна (1) : 1987.

## Учинак у претходним сезонама
| Сез.     | Првенство Италије | Куп Италије  | Европско такмичење      | Европско такмичење |
| -------- | ----------------- | ------------ | ----------------------- | ------------------ |
| 2007/08. | Четвртфинале ПО   | —            | Евролига — Топ 24       |                    |
| 2008/09. | Вицепрвак         | —            | Евролига — Топ 16       |                    |
| 2009/10. | Вицепрвак         | Четвртфинале | Евролига — Топ 24       |                    |
| 2010/11. | Полуфинале ПО     | Четвртфинале | Евролига — Топ 24       |                    |
| 2011/12. | Вицепрвак         | Полуфинале   | Евролига — Топ 16       |                    |
| 2012/13. | Четвртфинале ПО   | Четвртфинале | Евролига — Топ 24       |                    |
| 2013/14. | Првак             | Четвртфинале | Евролига — Четвртфинале |                    |
| 2014/15. | Полуфинале ПО     | Финалиста    | Евролига — Топ 16       |                    |
| 2015/16. | Првак             | Победник     | Евролига — Топ 24       |                    |
| 2016/17. | Полуфинале ПО     | Победник     | Евролига — 16. место    |                    |
| 2017/18. | Првак             | Четвртфинале | Евролига — 15. место    |                    |
| 2018/19. | Полуфинале ПО     | Четвртфинале | Евролига — 12. место    |                    |
| 2019/20. | прекинуто         | Полуфинале   | Евролига (прекинуто)    |                    |
| 2020/21. | Вицепрвак         | Победник     | Евролига — 3. место     |                    |
| 2021/22. | Првак             | Победник     | Евролига — Четвртфинале |                    |
| 2022/23. | Првак             | Четвртфинале | Евролига — 12. место    |                    |
| 2023/24. | Првак             | Финалиста    | Евролига — 12. место    |                    |
| 2024/25. | Полуфинале ПО     | Финалиста    | Евролига — 11. место    |                    |

## Познатији играчи
- Пјетро Арадори
- Дејан Бодирога
- Луис Булок
- Јанис Бурусис
- Данило Галинари
- Лин Грир
- Алесандро Ђентиле
- Александар Ђорђевић
- Линас Клејза
- Омар Кук
- Кит Лангфорд
- Јонас Мачијулис
- Дино Менегин
- Попс Менса-Бонсу
- Марко Морденте
- Петар Наумоски
- Леон Радошевић
- Самардо Самјуелс
- Грегор Фучка
- Данијел Хакет
- Чарлс Џенкинс
- Кертис Џерелс
- Кевин Пантер
- Зек Ледеј

## Познатији тренери
- Александар Ђорђевић
- Јасмин Репеша
- Богдан Тањевић

## Имена кроз историју
Кроз своју дугогодишњу историју клуб је често мењао имена, па се зависно од спонзора звао:
- Борлети (1936—1955)
- Симентал (1955—1973)
- Иносенти (1973—1975)
- Кинзано (1975—1978)
- Били (1978—1983)
- Симак (1983—1986)
- Трејсер (1986—1988)
- Филипс (1988—1993)
- Рекоаро (1993—1994)
- Стефанел (1994—1998)
- Сони (1998—1999)
- Адеко (1999—2002)
- Пипо (2002—2003)
- Бреј (2003—2004)
- Армани џинс (2004—2011)
- ЕА7 Емпорио Армани (2011—тренутно)